# Angloamerika

Angloamerikanska länder i grönt.

Angloamerika är de delar av Amerika där engelska är det dominerade språket, alltså främst USA och Kanada utom Québec. Även Belize, Guyana, Jamaica med flera karibiska länder räknas ibland till Angloamerika trots deras geografiska närhet till Latinamerika.
Man kan även använda Angloamerika i följande sammanhang:
- Det kan användas i den kultursfär som delas av England, USA, och ibland den engelsktalande delen av Kanada. Ett exempel: "Angloamerikansk kultur är annorlunda än fransk kultur". Politiska ledare som Winston Churchill, Franklin Roosevelt och Ronald Reagan har använt termen för att betona den “speciella relationen” mellan USA och England.

- Det kan användas för att beskriva relationerna mellan Storbritannien (eller England specifikt) och Amerika speciellt. Ett exempel: "De angloamerikanska relationerna var ansträngda under 1812 års krig."

- Det kan även användas när man pratar om en engelsktalande person från Amerika. Det gäller framför allt när man pratar om de engelsktalande människornas historia i USA och de spansktalande människorna som levde i västra USA under Mexikanska kriget. Denna term ignorerar vanligtvis skillnaderna mellan engelsmän, tyskar, irländare och andra med nordeuropeiskt ursprung som utgör majoriteten av de engelsktalande invånarna i USA.

## Geografi

### Stater i Angloamerika
Följande stater ingår i Angloamerika.
| Nordamerika - Bermuda (Storbritannien) - Kanada - USA Sydamerika - Falklandsöarna (Storbritannien) - Guyana - Bluefields i Nicaragua - Sydgeorgien och Sydsandwichöarna (Storbritannien) | Mellanamerika - Belize Västindien - Amerikanska Jungfruöarna (USA) - Anguilla (Storbritannien) - Antigua och Barbuda - Bahamas - Barbados - Brittiska Jungfruöarna (Storbritannien) | - Caymanöarna (Storbritannien) - Dominica - Grenada - Jamaica - Montserrat (Storbritannien) - Saint Kitts och Nevis - Saint Lucia - Saint Vincent och Grenadinerna - Trinidad och Tobago - Turks- och Caicosöarna (Storbritannien) |